# Инспектор 101
Инспектор-101 — российский сверхлёгкий беспилотный летательный аппарат дистанционного зондирования, разработан в инициативном порядке ЗАО «Аэрокон». Предназначен для ведения воздушной разведки, аэрофотосъёмки в стеснённом пространстве, в том числе в условиях городской застройки.
Полный вес аппарата не превышает 250 грамм, таким образом Инспектор-101 является одним из самых лёгких БПЛА в мире.

## Конструкция
Конструктивно Инспектор-101 представляет собой микро-БПЛА, выполненный по схеме бесхвостка, с тянущим воздушным винтом, вращаемым электродвигателем. Целевая аппаратура включает в себя микросхемы передачи информации, а также неподвижную малогабаритную видеокамеру переднего или панорамного обзора.
Запуск аппарата осуществляется с рук с помощью катапульты.
Особенностью конструкции БПЛА является полностью отклоняемый киль — подобная конструкция реализована в самолётах Ту-160 и ПАК ФА.
Получение информации с беспилотного аппарата и выдача ему команд осуществляется через блок управления, реализованный на базе портативного персонального компьютера.

## Технические характеристики
Источник данных: АвиаПорт.Ru

Технические характеристики
- Экипаж: беспилотный
- Длина:
- Высота:
- Максимальная взлётная масса: 0,25 кг (250 грамм)
- Масса топлива во внутренних баках: н/д (аккумуляторная батарея)
- Время полёта: до 40 минут
- Силовая установка: 1 × электродвигатель

- Воздушный винт: двухлопастной, с неизменяемым шагом

Лётные характеристики
- Максимальная скорость: 72 км/ч
- Боевой радиус: 1,5 км (1500 м)
- Практический потолок: 500 м
- Длина разбега: н/д (старт с катапульты)